# Championnat du Bangladesh de football 2019
Navigation
Édition précédente Édition suivante
La saison 2019 du Championnat du Bangladesh de football est la onzième édition de la Bangladesh League, le championnat national professionnel de première division bangladais. Les treize équipes engagées sont regroupées au sein d'une poule unique où elles affrontent deux fois leurs adversaires. En fin de saison, les deux derniers du classement sont relégués.
Abahani Limited Dhaka est le tenant du titre, champion lors de l'édition 2017-2018, la saison 2018-2019 ayant été annulée .

## Participants
- Abahani Limited Dhaka
- Mohammedan SC Dacca
- Muktijoddha Sangsad KC
- Sheikh Russell KC
- Brothers Union
- Rahmatganj MFS
- Arambagh KS
- Abahani Limited Chittagong
- Saif SC
- Team BJMC
- Sheikh Jamal Dhanmondi Club
- NoFeL Sporting Club - Promu de D2
- Bashundhara Kings - Promu de D2

## Compétition

### Classement
Le classement est établi sur le barème de points classique : victoire à 3 points, match nul à 1, défaite à 0.
| Rang | Équipe                      | Pts | J  | G  | N  | P  | Bp | Bc | Diff |
| ---- | --------------------------- | --- | -- | -- | -- | -- | -- | -- | ---- |
| 1    | Bashundhara KingsP C        | 63  | 24 | 20 | 3  | 1  | 54 | 14 | +40  |
| 2    | Abahani Limited DhakaT      | 58  | 24 | 19 | 1  | 4  | 60 | 28 | +32  |
| 3    | Sheikh Russell KC           | 52  | 24 | 16 | 4  | 4  | 43 | 20 | +23  |
| 4    | Saif SCP                    | 47  | 24 | 14 | 5  | 4  | 40 | 24 | +16  |
| 5    | Arambagh KS                 | 33  | 24 | 10 | 3  | 11 | 33 | 32 | +1   |
| 6    | Sheikh Jamal Dhanmondi Club | 28  | 24 | 7  | 7  | 10 | 31 | 37 | -6   |
| 7    | Muktijoddha Sangsad KC      | 26  | 24 | 6  | 8  | 10 | 28 | 36 | -8   |
| 8    | Abahani Limited Chittagong  | 25  | 24 | 5  | 10 | 9  | 22 | 26 | -4   |
| 9    | Mohammedan SC Dacca         | 25  | 24 | 6  | 7  | 11 | 31 | 40 | -9   |
| 10   | Rahmatganj MFS              | 22  | 24 | 4  | 10 | 10 | 34 | 53 | -19  |
| 11   | Brothers Union              | 21  | 24 | 5  | 6  | 13 | 28 | 49 | -21  |
| 12   | NoFeL Sporting ClubP        | 20  | 24 | 5  | 5  | 14 | 23 | 42 | -19  |
| 13   | Team BJMC                   | 11  | 24 | 2  | 5  | 17 | 14 | 36 | -22  |

|  | Qualification pour la Coupe de l'AFC 2020                                                  |
|  | Relégation directe en deuxième division                                                    |
|  | T : Tenant du titre C : Vainqueur de la Coupe du Bangladesh P : Promu de deuxième division |

- Bashundhara Kings étant également vainqueur de la Coupe du Bangladesh, le deuxième est qualifié pour le tour préliminaire de la Coupe de l'AFC 2020.

## Bilan de la saison
| Championnat du Bangladesh de football 2019 |                               |
| Champion                                   | Bashundhara Kings (1er titre) |
| Coupes et trophées                         |                               |
| Vainqueur de la Coupe du Bangladesh 2019   | Bashundhara Kings             |
| Qualifications continentales               |                               |
| Coupe de l'AFC 2020                        | Bashundhara Kings             |
| Coupe de l'AFC 2020                        | Abahani Limited Dhaka         |
| Promotions et relégations                  |                               |
| Promus en Bangladesh League                | Bangladesh Police FC          |
| Promus en Bangladesh League                | Uttar Baridhara Club          |
| Relégués en Bangladesh Championship League | NoFeL Sporting Club           |
| Relégués en Bangladesh Championship League | Team BJMC                     |